# Погар (Брянська область)
Пога́р (рос. Погар) — селище міського типу, центр Погарського району Брянської області, Російська Федерація. Знаходиться на території української історичної землі Стародубщина.
Населення селища становить 11 358 осіб (2006; 11 471 в 2002).

## Географія
Селище розташоване на річці Судость, правій притоці Десни, за 21 км від нинішнього кордону з Україною.

## Походження назви
З ХІІ ст. по 1563-й рік відомий як місто Радогощ. За тлумаченням місцевих краєзнавців, ця назва пов'язана зі значним торговельним статусом міста за доби Київської Русі. Радогощ — місце, де «радяться гості» (тобто «купці»), або місто, де «раді гостям». В XVI ст., внаслідок захоплення Стародубщини Московським царством, та постійних війн за цей край з Литвою і Річчю Посполитою, Радогощ руйнується шість разів, найбільше - 1563-го року, під час Лівонської війни. Відновлюється місто лише у другій чверті XVII ст., після відвоювання Стародубщини Річчю Посполитою від Москви, під назвою Погар, тобто - відновлений на погорілому місці.

## Історія
Погар є одним з найдавніших поселень північної Чернігівщини. На місці сучасного селища існувало слов'янське поселення в VIII-IX століттях. В 1155 році вперше згадується як місто Радощ (пізніше — Радогощ). В кінці 30-их років XIII століття повністю спалене татарами. У другій половині XIV століття землі, де розташоване місто, були захоплені Великим князівством Литовським.
В 1500–1618 роках перебувало в складі Росії, в 1618 році увійшло до складу Речі Посполитої. З середини XVII століття поселення отримало сучасну назву.
За адміністративно-територіальним та військовим поділом України Погарська сотня входила до складу Ніжинського полку. З 1654 — до новоствореного Стародубського полку, який 1663-го року виділений з Ніжинського полку в окрему одиницю, підпорядковану гетьманському управлінню і проіснував до 1781 р. Потім з козаків утворено полк російської армії, а територія увійшла до складу Новгород-Сіверського намісництва в складі Росії. У XVII–XVIII ст. місто мало Маґдебурзьке право. Погар був відомий своїми ярмарками.
З 1782 року — повітове місто Новгород-Сіверського намісництва, в 1797 році залишений позаштатним містом Стародубського повіту.
За даними на 1859 рік у позаштатному місті Стародубського повіту Чернігівської губернії мешкало 4378 осіб (2023 чоловічої статі та 2355 — жіночої), налічувалось 511 дворових господарств, існували 9 православних церков, єврейська молитовна школа, приходське училище, поштова станція, салотопний і 2 шкіряних заводи, відбувалось 5 ярмарок на рік й щонедільні базари.
За даними на 1893 рік мешкало 5644 особи (2791 чоловічої статі та 2853 — жіночої), налічувалось 744 дворових господарства.
За переписом 1897 року кількість мешканців зменшилась до 4965 осіб (2265 чоловічої статі та 2700 — жіночої), з яких 3789 — православної віри, 1159 — юдейської.
В 1910 році з Почепа була переведена цигаркова фабрика купця Шепфера, в 1915 році відкрита ще одна — А. Г. Рутенберга.
З 1925 року — село, з 1929 року — райцентр, з 1938 року — селище міського типу.
Перед приходом німецьких окупантів 1941 року єврейська община селища на своєму зібранні вирішила не залишати селища. Німецькі окупанти винищили більшу частину єврейського населення .

## Економіка
В селищі працюють цигарково-сигарна фабрика, єдина в Росії з випуску сигар, заводи картопляного грануляту, хлібний, з виробництва масла та сухого молока, консервний, овочесушильня та м'ясокомбінат.

## Відомі люди
- Кирнарський Марко Абрамович (1893—1941) — радянський графік.
- Лобисевич Опанас Кирилович (1732—1805) — письменник, один з піонерів українського національного відродження XVIII ст.
- Лобова Тамара Григорівна (1911—2007) — радянський російський кінооператор.
- Шабловський Михайло Степанович — український режисер-документаліст.